# Flinders (řeka)
Flinders (anglicky Flinders River) je řeka na severu Austrálie ve státě Queensland. Je dlouhá 830 km. Povodí má rozlohu 108 000 km².

## Průběh toku
Stéká ze západních svahů Great Dividing Range. Ústí do zálivu Carpentaria Arafurského moře dvěma rameny.

## Vodní režim
Průměrný průtok vody činí 16 m³/s. Nejvyšších stavů dosahuje od ledna do března. Od června do října vysychá s výjimkou dolního toku.